# Sarasate (Stradivarius)
Le Stradivarius Sarasate est un violon fabriqué en 1724 par le luthier de Crémone Antonio Stradivari.
Son nom fait référence à l'un de ses propriétaires, le violoniste Pablo de Sarasate. Appartenant à l'âge d'or des stradivarius, le Sarasate a été possédé et joué par les solistes Niccolò Paganini et Pablo de Sarasate.
Le Sarasate est réputé être un instrument puissant, adapté notamment au registre des graves.
Contrairement à de nombreux stradivarius, les connaissances concernant l'histoire et l'entretien du Sarasate sont bonnes.
L'instrument appartient à la collection du Musée de la musique de Paris.

## Description

### Authenticité
Le violon Sarasate a été fabriqué par le luthier crémonais Antonio Stradivari en 1724.
Le Stradivarius Sarasate comporte une étiquette mentionnant l'année de fabrication et le nom latinisé du luthier Antonio Stradivari,. Le monogramme « A. + S. » est indiqué à la suite.

« Antonius Stradivarus Cremonensis, faciebat anno 1724 »

— Inscription sur l'étiquette du Stradivarius Sarasate
L'inscription « PG. » se trouve au niveau du chevillier de l'instrument,,.

### Caractéristiques
Le Stradivarius Sarasate suit un modèle en « grand patron ». Le violon est grand et large, notamment au niveau de voûtes.
Les largeurs maximales du Sarasate sont d'environ 20,7 et 16,8 centimètres dans les parties larges de la caisse, au premier tiers (au niveau du cordier) et dernier tiers (vers la touche),. La largeur minimale du second tiers (au niveau du chevalet) est d'environ 10,9 centimètres.
Le fond de l'instrument est constitué de deux pièces d'érable ondé. Les ondes sont ascendantes et larges. Le fond mesure environ 35,6 centimètres.
La table d'harmonie, en épicéa, est également constituée de deux pièces. Elle est très légèrement plus petite que le fond (environ 35,5 centimètres). Les veines du bois sont de taille moyenne.
Le manche est en érable ondé (les ondes sont plus fines que le fond). Sa position a été reculée entre 1774 et 1786 par Gianbattista Guadagnini,.
Les éclisses sont faites dans le même érable ondé que le manche. Elles mesurent entre 2,9 et 3,1 centimètres de haut.
Une étude dendrologique a permis de dater la plus ancienne partie de bois à 1713.
Le vernis du Sarasate est composé d'huile, de résine de conifère et de vermillon,.

### Qualité sonore
De l'avis général, le Sarasate est un violon dont le son est caractérisé par une puissance importante.
Le comte Cozio considérait le Sarasate comme un violon particulièrement puissant,. Par ailleurs, il décrit le son de l'instrument comme plus adapté aux registres graves. Ces opinions se trouvent corroborées par l'attirance de Niccolò Paganini pour le Sarasate ; le soliste italien étant connu pour ses goûts le portant vers des violons puissants, notamment dans les graves, comme le Guarnerius Il Cannone.

### Luthiers en charge de l'instrument
Il est attesté que le luthier Jean-Baptiste Vuillaume s'est occupé du Sarasate entre 1840 et les années autour de 1865.
Entre 1866 et 1908, Pablo de Sarasate confiait le violon aux luthiers parisiens Gand & Bernardel pour son entretien,.

## Histoire
Après sa fabrication en 1724, le Sarasate n'est pas vendu et reste dans l'atelier d'Antonio Stradivari. Après sa mort, son fils Paolo vend l'instrument au comte Cozio di Salabue aux alentours de 1774,.
Le virtuose italien Niccolò Paganini acquiert le Stradivarius en juillet 1817 et le conserve jusqu'à sa mort,. Ensuite, son fils Achille Paganini remet l'instrument au luthier Jean-Baptiste Vuillaume qui le conserve pendant près de 25 ans. Finalement, il trouve un acquéreur en la personne du violoniste Pablo de Sarasate aux alentours de 1865,.
Pablo de Sarasate reste le propriétaire du Sarasate pendant toute sa vie. Avant sa mort, il décide de léguer l'instrument au musée du Conservatoire de Paris. Le transfert à l'institution est effectué en 1909.

## Propriétaires
Les propriétaires attestés sont les suivants, :
| Propriétaire                                    | Depuis      | Jusqu'en    |
| ----------------------------------------------- | ----------- | ----------- |
| Antonio Stradivari et fils                      | 1724        | 1773 - 1775 |
| Comte Cozio di Salabue                          | 1773 - 1775 | 1817        |
| Niccolò Paganini                                | 1817        | 1840        |
| Baron Achille Paganini                          | 1840        | Indéterminé |
| Jean-Baptiste Vuillaume (Paris)                 | Indéterminé | 1864 - 1866 |
| Pablo de Sarasate                               | 1864 - 1866 | 1908        |
| Musée de la musique (Cité de la musique, Paris) | 1909        | Actuel      |